# 韓景職
韓景職（한경직 ハン ギョンジク；1903年1月27日平安南道平原郡－2000年4月19日ソウル）は韓国の牧師。テンプルトン賞受賞者。本貫は清州韓氏。
長老教会に入信し、1925年、平壌の崇実専門学校（現ソウルの崇実大学校）を卒業した。その後アメリカのエンポリア大学、プリンストン神学校に学んだ。1933年長老教会牧師となったが、神社参拝を拒否したため辞任させられた。1945年、ソウルにペダニ伝道教会（後の永楽教会）を創立し、後年には信徒数6万人を数える教会に発展させた。1973年まで担任牧師を務め、その後名誉牧師となった。清貧を実践し、また社会福祉事業を積極的に行った。これらの業績から、1992年度テンプルトン賞を受賞した。